# George Chesebro
George Newell Chesebro (Minneapolis, 29 luglio 1888 – Los Angeles, 28 maggio 1959) è stato un attore statunitense.

## Biografia
Lavorò in più di 400 film tra il 1915 e il 1954, a cominciare da due pellicole con protagonista Texas Guinan.

## Filmografia parziale
- Mignon, regia di William Nigh (1915)
- Because of a Woman, regia di Jack Conway (1917)
- La città perduta (The Lost City), regia di E.A. Martin - serial cinematografico (1920)
- La prigioniera della jungla (The Jungle Princess), regia di E.A. Martin (1920)
- Wolf Blood, regia di George Chesebro e Bruce M. Mitchell (1925)
- Hearts and Spangles, regia di Frank O'Connor  (1926)
- The Block Signal, regia di Frank O'Connor (1926)
- Money to Burn, regia di Walter Lang (1926)
- Mountains of Manhattan, regia di James P. Hogan (1927)
- Gangsters (The County Fair), regia di Louis King (1932)
- The Miracle Rider, regia di B. Reeves Eason e da Armand Schaefer (1935) - serial cinematografico in 15 episodi
- L'agguato (Trail Dust), regia di Nate Watt (1936)
- La banda dei razziatori (The Lawless Nineties), regia di Joseph Kane (1936)
- Springtime in the Rockies, regia di Joseph Kane (1937)
- Salomè (Salome Where She Danced), regia di Charles Lamont (1945)
- Il grande agguato (Brimstone), regia di Joseph Kane (1949)
- Ranger of Cherokee Strip, regia di Philip Ford (1949)
- Streets of Ghost Town, regia di Ray Nazarro (1950)